# Slokøya
Slokøya est une île norvégienne des îles Lofoten, située dans la commune de Vågan du comté de Nordland.